# World Junior Challenge Cup w łyżwiarstwie synchronicznym
World Junior Challenge Cup w łyżwiarstwie synchronicznym (ang. ISU Synchronized Skating Junior World Challenge Cup) – międzynarodowe zawody mistrzowskie w łyżwiarstwie synchronicznym organizowane przez Międzynarodową Unię Łyżwiarską (ISU) od 2001 do 2016 roku (z wyłączeniem 2013 i 2015 roku) dla łyżwiarzy w kategorii juniorów (ang. Junior).
Każda formacja liczyła 16 łyżwiarzy drużyny podstawowej i maksymalnie dwóch rezerwowych. Formacje wykonywały dwa programy: krótki i dowolny, przy czym oba segmenty nie mogły być rozgrywane tego samego dnia.

## Medaliści
| Rok                                                                   | Miejsce    | Złoto          | Srebro               | Brąz         | Źr.           |
| --------------------------------------------------------------------- | ---------- | -------------- | -------------------- | ------------ | ------------- |
| 2001                                                                  | Neuchâtel  | Team Fintastic | Les Suprêmes         | Superettes   | [ 1 ]         |
| 2002                                                                  | Zagrzeb    | Ice Image      | Spartak Leader       | Musketeers   | [ 2 ]         |
| 2003                                                                  | Kungsbacka | Musketeers     | Burlington Ice Image | Les Suprêmes | [ 3 ]         |
| 2004                                                                  | Mediolan   | Musketeers     | Team Mystique        | Gold Ice     | [ 4 ]         |
| 2005                                                                  | Neuchâtel  | Musketeers     | Team Mystique        | Gold Ice     | [ 5 ]         |
| 2006                                                                  | Helsinki   | Musketeers     | Team Fintastic       | Chicago Jazz | [ 6 ]         |
| 2007                                                                  | Nottingham | Team Fintastic | Les Suprêmes         | Chicago Jazz | [ 7 ]         |
| 2008                                                                  | Rouen      | Team Fintastic | Gold Ice             | Musketeers   | [ 8 ]         |
| 2009                                                                  | Neuchâtel  | Team Fintastic | NEXXICE              | Musketeers   | [ 9 ] [ 10 ]  |
| 2010                                                                  | Göteborg   | Team Fintastic | NEXXICE              | Musketeers   | [ 11 ] [ 12 ] |
| 2011                                                                  | Neuchâtel  | Team Fintastic | Musketeers           | Team Braemar | [ 13 ]        |
| 2012                                                                  | Göteborg   | Team Fintastic | Musketeers           | Les Suprêmes | [ 14 ] [ 15 ] |
| Zawody nie zostały rozegrane, zobacz mistrzostwa świata juniorów 2013 |            |                |                      |              |               |
| 2014                                                                  | Neuchâtel  | Team Fintastic | Les Suprêmes         | Musketeers   | [ 16 ] [ 17 ] |
| Zawody nie zostały rozegrane, zobacz mistrzostwa świata juniorów 2015 |            |                |                      |              |               |
| 2016                                                                  | Zagrzeb    | Les Suprêmes   | Team Fintastic       | Junost       | [ 18 ]        |